# جون سكينر
جون سكينر (بالإنجليزية: John Skinner)‏ (16 يوليو 1850 في المملكة المتحدة - 17 فبراير 1926) هو لاعب كريكت بريطاني (وحمل سابقاً جنسية المملكة المتحدة لبريطانيا العظمى وأيرلندا). لعب مع نادي مقاطعة ساسكس للكركيت ‏.

## وصلات خارجية
- جون سكينر على موقع إي آس بي آن كريك إنفو (الإنجليزية)